# Prepona aloisi
Prepona aloisi är en fjärilsart som beskrevs av Le Moult 1932. Prepona aloisi ingår i släktet Prepona och familjen praktfjärilar. Inga underarter finns listade i Catalogue of Life.